# Plaça Major (Vic)
La Plaça Major o Mercadal de Vic és una plaça porxada monumental a la part més alta de la vila vella, o Dalt de Vic.

## Descripció

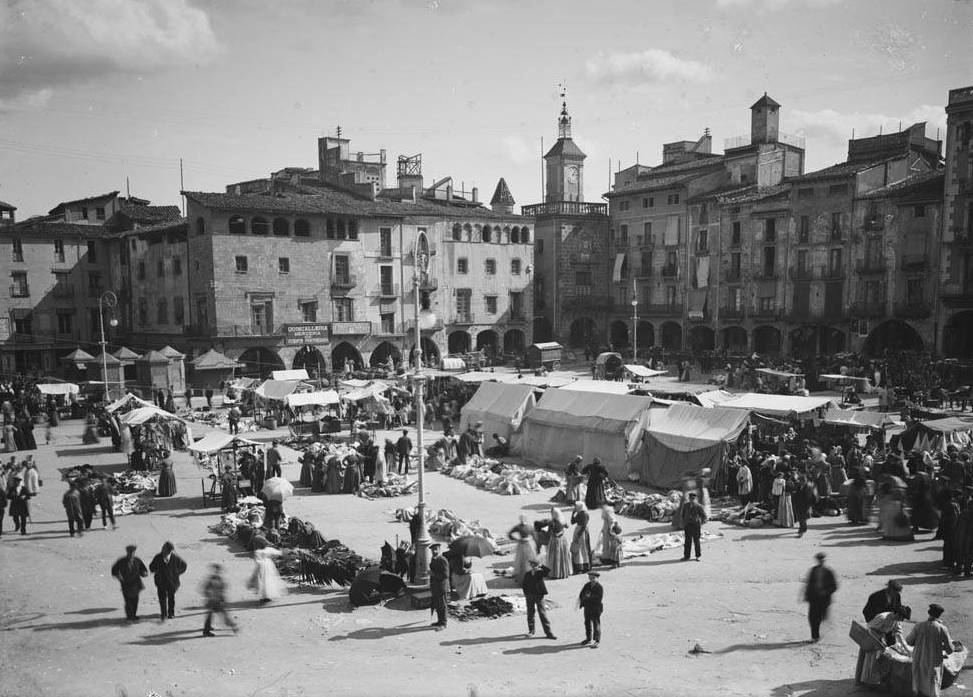
Plaça de Vic en un dia de mercat, entre 1888 i 1914

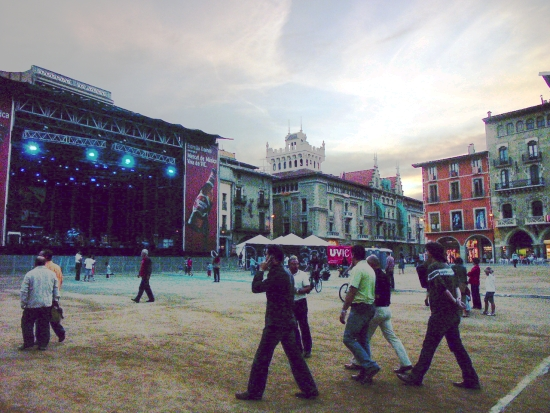
Mercat de Música Viva a la Plaça Major

Té forma quadrada i és la més gran de la ciutat. Als quatre costats, hi ha una sèrie d'arcades que fa tota la volta de la plaça. Al mig hi ha un gran espai obert i sense pavimentar on se celebra fires, mercats i concerts. Al cantó sud-est trobem l'ajuntament, un edific gòtic amb campanar que data del 1388. Al cantó sud-oest trobem la Casa Comella, un palau modernista del segle xix. És aquí que trobem l'entrada més gran a la plaça, el carrer de Jacint Verdaguer. Al cantó nord-est, hi ha una replaça amb una estàtua i un banc circular.
D'altres edificis d'interès a la plaça són: la Casa Costa, modernista del segle xx Construïda l'any 1906 pel mestre d'obres Josep Ylla, és un edifici de planta baixa i quatre pisos que destaca per les seves grans dimensions. Pren força la decoració qui ha a les obertures, finestres i balcons amb motius escultòrics que hi donen gran riquesa. Les composicions escultòriques dels balcons de Pere Puntí i Terra del primer pis, representen els quatre estaments socials de l'època: la pagesia, la noblesa, l'església i els menestrals. la Casa Tolosa, barroca (segle xviii); la Casa Moixó barroca i renaixentista (segle xvi); la Casa Beuló, barroca i gòtica (segle xvi); i la Casa Cortina, modernista del XIX.

## Celebracions a la plaça
Entre les mostres i mercats que s'hi fan, es destaquen el Mercat del Ram, el Vicantic, el Mercat de Música Viva, la Mostra Gastronòmica i el Mercat Medieval. Els mercats setmanals se celebren els dimarts i els dissabtes al matí. Els mercats de Vic són de tal fama que atrau gent d'arreu.
El 17 d'octubre de 2010 s'hi va celebrar la "Festa dels Lectors de Cavall Fort" per retre homenatge a tots els dibuixants i escriptors que han fet possible la revista els últims quaranta-nou anys.
El 24 d'octubre del mateix any hi va tenir lloc la gravació del lip dub per la independència, un acte popular i festiu concebut per donar suport a la causa de la independència de Catalunya. Per tal d'aconseguir projecció internacional, el propòsit de l'esdeveniment també fou el de batre el rècord mundial de participació en una acció popular d'aquesta mena. Finalment el lip dub va ser acceptat oficialment el 10 de novembre per la World Records Academy.